# Девять (группа)
«Де́вять» — российская рок-группа. 9 сентября 1999 года на первой репетиции будущей группы «Д.» встретились три первых её участника — Алексей Чой, Майя Гаврилова (Май) (ранее составлявшие дуэт «МаЧо») и Херувим. По одной из версий, дата этой встречи послужила смысловой основой названия группы.
В репертуаре группы песни, сочиненные Май и Чоем, совместно и по отдельности. Музыкальную основу составляет смарт-рок — особый найденный группой почерк в музыке, сочетающий черты симфо-рока, софт-рока и блюз-рока с поэзией иронического декаданса в текстах, содержательный диапазон которых простирается от лирики одиночества до социальной гражданственности.
Музыкальный коллектив сочетает активную концертно-фестивальную деятельность со студийной работой, записью альбомов, выступлениями в радиоэфире, неизменно получая при этом положительную прессу.
В мае 2013 года репетиции и студийная работа прерываются, новые концерты не объявляются. Состав распущен из-за разногласий между музыкантами.
С января 2015 года группа в виде дуэта Чоя и пианистки Анны Левковцевой начинает давать концерты. По наводке Левковцевой в группу приходят двое джазовых музыкантов — Александр Ахмаев (барабаны) и Павел Протасов (бас-гитара и контрабас). Группа в новом составе начинает давать концерты. В сентябре 2015 года проходит концерт, посвященный 16-летию группы, Павла Протасова временно заменяет бас-гитарист группы «Вежливый отказ» Дмитрий Шумилов.
В разное время в записях и концертах группы принимают участие:
- Сергей Летов — саксофон (запись для альбома «Без мая» и несколько концертов в 2013 году)
- Владимир Корниенко — электрогитара (участие в записи кавер-версии на песню Е.Хавтана и Ж. Агузаровой «Жёлтые ботинки»)
- Николай Добкин (Backstage Band, Reflectons Duo, etc) — электроорган (студийная запись песни «Зазозо»)
- Максим Трефан — клавишные (альбом «Без мая»)
- Юрий Балашов — звукосук (альбом «Без мая»)
- Олег Маряхин (Инна Желанная, Tinavie, Jazattor, etc) — саксофон
- Денис Голубев (оркестр Ансамбля Моисеева, Новая опера) — английский рожок, гобой (запись для альбома «Без мая» и несколько концертов в 2013 году)
- Денис Освер (ГСО Новая Россия) — гобой (сингл «Думать»)
- Артём Якушенко («Белый острог») — скрипка (концерт 2016 года)
- Андрей Соловьёв («Вежливый отказ») — труба (альбом «Без мая» и несколько концертов, начиная с 2016 года)

И другие.

## Состав

### Текущий
- Чой — вокал, гитара (с 1999)
- Анна Левковцева — клавишные (с 2002)
- Пётр Талалай — ударные (с 2018)
- Павел Матвеев — бас-гитара (с 2018)
- Владимир Губатов — концертный звукорежиссёр (с 2015)

### Бывшие участники
- Дмитрий Шумилов — бас-гитара (концерты лета—осени 2015)
- Олег Шаронов — звукорежиссура (2008-2018)
- Павел Протасов — бас-гитара, контрабас (с зимы 2015)
- Александр Ахмаев — ударные (с зимы 2015)
- Леонид Костюковский — ударные (2011—2013, лето—осень 2015)
- Михаил Васильев — гитара (2009—2012)
- Юрий Ульянов — бас-гитара (2009—2013, осень 2015)
- Иван Ефремов (Мужественный) — бас-гитара (2008—2009)
- Олег Яцына (Орландо Олегович Б.) — бас-гитара, скрипка, перкуссия, бэк-вокал (2003-2011)
- Херувим — бас-гитара (2000—2003)
- Андрей Епишев — клавишные (2009)
- Paolo — клавишные, гитара (2008—2009)
- Анна Левковцева (Анють) — клавишные (2002—2008)
- Елена Фурсова (Furrrrr) — скрипка (2004—2007)
- Александр Майборода (Саша-Лавэ) — ударные, скрипка (2005—2011)
- Андрей Мартынов — ксилофон, перкуссия, ударные (2003—2005)
- Барадима — ударные (2002—2003)
- Влад — варган, губная гармошка (2003)
- Егор — гитара, кларнет (2001—2003)
- Хоныч — перкуссия, программирование (2001—2002)
- Майя Гаврилова (Май) — вокал (1999—2007)

## Дискография
Студийные альбомы
- 2000 — Только с тобой
- 2001 — Ожидание четверга. Нет.
- 2005 — Ожидание четверга. Да.
- 2007 — Убей в себе Евграфа
- 2011 — Без Мая

Концертные альбомы
- 2008 — Талифа куми

Запись концерта 17 января 2008 года в клубе «Проект О. Г.И»
Компиляции
- 2007 — МП-3 антология